# Lottia conus
Lottia conus är en snäckart som först beskrevs av Test 1945.  Lottia conus ingår i släktet Lottia och familjen Lottiidae. Inga underarter finns listade i Catalogue of Life.